# Грива (Поколюбичский сельсовет)
Грива (бел. Гры́ва) — посёлок в Поколюбичском сельсовете Гомельского района Гомельской области Республики Беларусь.

## География

### Расположение
В 8 км на север от Гомеля.

## Транспортная сеть
Транспортные связи по просёлочной, затем автомобильной дороге Хальч — Гомель. Планировка состоит из близкой к прямолинейной улицы почти широтной ориентации. Застройка двусторонняя, деревянная, усадебного типа.

## История
Основан во 2-й половине XIX века переселенцами из соседних деревень. Наиболее активная застройка приходится на 1920-е годы. В 1926 году в Лопатинском сельсовете Гомельского района Гомельского округа. В 1931 году жители вступили в колхоз. Во время Великой Отечественной войны в октябре 1943 года немецкие оккупанты сожгли 63 двора. В 1959 году в составе коллективно-долевого хозяйства «Лопатинское» (центр — деревня Лопатино).

## Население

### Численность
- 2004 год — 72 хозяйства, 223 жителя.

### Динамика
- 1926 год — 49 дворов 261 житель.
- 1940 год — 69 дворов, 337 жителей.
- 1959 год — 316 жителей (согласно переписи).
- 2004 год — 72 хозяйства, 223 жителя.